# 呂曠
呂曠（？—？），东平人，與呂翔同是袁紹屬下，在袁紹去世后跟随袁尚，曾当曹操于黎阳之战败北后与吕翔占据阳平，后来以阳平率众投降曹操，并被封为列侯。

## 三國演義
在《三国演义》中，在曹操準備往南攻擊前，呂曠和呂翔兩人跟著大將曹仁和將軍李典準備要攻擊劉備。但呂曠被趙雲刺下馬身亡，而呂翔也死於張飛矛下，可以算是出師未捷身先死。